# Secusio mania
Secusio mania är en fjärilsart som beskrevs av Druce 1888. Secusio mania ingår i släktet Secusio och familjen björnspinnare. Inga underarter finns listade.